# Villarrica (Chili)
Pour les articles homonymes, voir Villarrica.
Villarrica est une ville et une commune du Chili. La commune d'une superficie de 1 291 km2 abrite 51 511 habitants d'après le recensement de 2012 (densité de 4 hab./km2).

## Géographie
La commune de Villarrica est située dans la Vallée Centrale du Chili au pied de la Cordillère des Andes. L'agglomération principale se trouve au bord du lac Villarrica qui occupe une grande partie du territoire. La commune se trouve à 664 kilomètres à vol d'oiseau au sud de la capitale Santiago et à 68 kilomètres au sud de Temuco capitale de la région d'Araucanie.

## Histoire
Villarrica est fondée sous le nom de Santa María Magdalena de Villa Rica en 1552 par Jerónimo de Alderete (es). Abandonnée après la mort de celui-ci en 1554, elle est refondée cinq ans plus tard par García Hurtado de Mendoza.

## Religion
La ville est le siège du diocèse catholique de Villarrica avec la cathédrale du Sacré-Cœur-de-Jésus.

### Communes limitrophes

Position de Villarrica (en rouge) au sein de la Région d'Araucanie.